# Uno come te
Uno come te è il decimo album in studio del cantautore italiano Gigi D'Alessio, pubblicato il 4 settembre 2002 dalla RCA Records.

## Descrizione
Il disco si compone di quattordici brani, tra cui il singolo Un nuovo bacio, che ha visto la partecipazione vocale della cantante Anna Tatangelo, futura compagna di D'Alessio.

## Tracce
Testi di Vincenzo D'Agostino, musiche di Gigi D'Alessio.
1. Via – 3:54
2. Io vorrei – 4:27
3. Sei importante – 5:25
4. Miele – 3:56
5. T'innamorerò – 4:05
6. Un nuovo bacio (con Anna Tatangelo) – 4:14
7. Oj nenna né – 5:03
8. Aspettavo te – 4:41
9. Mi vida – 4:37
10. Dentro un cinema – 4:15
11. Non odiarmi mai – 4:47
12. Donna Sofì – 2:09
13. Non mollare mai – 4:12
14. Caro Renato – 2:09

## Formazione
- Gigi D'Alessio – voce, fisarmonica, pianoforte
- Cesare Chiodo – basso
- Alfredo Golino – batteria
- Riccardo Galardini – chitarra acustica, charango
- Los Farias – battito di mani, cori
- Pino Palladino – basso
- Tullio De Piscopo – batteria, cori
- Maurizio Pica – chitarra acustica, chitarra classica
- Adriano Pennino – pianoforte, tastiera
- Vinnie Colaiuta – batteria
- Michael Thompson – chitarra elettrica
- Rosario Jermano – percussioni
- William Peci – contrabbasso
- Massimo Moriconi – contrabbasso
- Roberto Gambioli – contrabbasso
- Alessandro Quarta – violino
- Lusiana Lo Russo – violino
- Gennaro Desiderio – violino
- Ivo Mattioli – violino
- Marta Corsaro – violino
- Rosario Laino – violino
- Andrea Paletti – violino
- Giacomo Cifani – violino
- Salvatore Terranova – violino
- Alessandro Marino – violino
- Maurizio Missiato – violino
- Adriana Ester Gallo – violino
- Carlo Vicari – violino
- Stefania Cimino – violino
- Elvin Dhimitri – violino
- Marzia De Biase – violino
- Gaspare Maniscalco – violino
- Nicola Ciricugno – viola
- Meri Bruno – viola
- Claudio Ugolini – viola
- Andrea Domini – viola
- Antonio Prinzo – viola
- Stefania Bruno – viola
- Lorenzo Lendaro – viola
- Piero Salvatori – violoncello
- Gennaro Della Monica – violoncello
- Valeria Spiga – violoncello
- Davide Caiaffa – violoncello
- Davide Ghidoni – tromba
- Gianluca Carollo – tromba
- Enzo De Rosa – trombone
- Lalla Francia, Emanuela Cortesi, Stefano De Maco – cori

## Classifiche

### Classifiche settimanali
| Classifica (2002) | Posizione massima |
| ----------------- | ----------------- |
| Svizzera          | 25                |
| Italia            | 1                 |

### Classifiche di fine anno
| Classifica (2002) | Posizione |
| ----------------- | --------- |
| Italia            | 13        |
| Classifica (2003) | Posizione |
| Italia            | 37        |